# Alban Sabah
 (juin 2024).
Alban Sabah, né le 22 juin 1992, est un ancien footballeur professionnel togolais. Il a joué comme défenseur ou défenseur central pour des équipes européennes.

## Biographie
Alban Sabah est né le 22 juin 1992 à Kpalimé au Togo. Outre sa nationalité togolaise, il possède également la nationalité allemande.
Sabah a fait ses débuts professionnels pour le club allemand Schalke 04. Cela s'est produit lorsque l'équipe s'est rendue en Israël pour affronter le club israélien de Premier League Maccabi Haifa lors d'un match de Ligue Europa. Schalke a remporté ce match 3-1.